# Conopholis alpina
Conopholis alpina, comúnmente conocida como elotillo u otros nombres similares, es una especie de planta parásita de la familia de las orobancáceas, nativa de Norteamérica.

## Descripción y distribución
Conopholis alpina es una planta herbácea, perenne, sin clorofila, que con frecuencia forma colonias. Su tallo suculento y amarillento (oscureciéndose con la edad hasta quedar marrón o casi negro) mide hasta 30 cm de alto y se encuentra densamente cubierto de pequeñas hojas triangular-lanceoladas. Las flores son blanco-amarillentas, con una corola bilabiada. El fruto es una cápsula ovoide o elipsoide, y contiene numerosas semillas muy pequeñas de color marrón. Florece en la estación seca (finales de invierno y primavera) y fructifica en verano y otoño. Después de fructificar, las partes aéreas de la planta se secan, pero vuelven a brotar al año siguiente.
Conopholis alpina es una de las dos especies aceptadas de su género. Se distribuye desde el Suroeste de Estados Unidos hasta Centroamérica. Se encuentra asociada a los árboles y arbustos del género Quercus (encinos), cuyas raíces parasita.

## Usos
Si se come fresca o se bebe como infusión, Conopholis alpina encuentra usos en la medicina tradicional. Se considera un potente relajante muscular y es empleada, entre otros, por el pueblo tarahumara para tranquilizar a la madre durante el parto.

## Taxonomía
Conopholis alpina fue descrita en 1847 por Frederick Michael Liebmann en Forhandlinger ved de Skandinaviske Naturforskeres Möde 1844: 184.

### Etimología
Conopholis: nombre de origen griego que significa "escamas cónicas"
alpina: epíteto latino que tiene el mismo significado que en español

### Sinonimia
- Conopholis alpina var. mexicana (A.Gray ex S.Watson) R.R.Haynes
- Conopholis mexicana A.Gray ex S.Watson
- Conopholis sylvatica Liebm.
- Myzorrhiza xanthochroa (A.Nelson & Cockerell) Rydb.
- Orobanche multiflora var. xanthochroa (A.Nelson & Cockerell) Munz
- Orobanche xanthochroa A.Nelson & Cockerell[8]